# 私人武裝
私人武裝是指效忠于私人、个人、团体或组织的武装人员、軍隊以及準軍事組織，效忠於国家或政权的武裝不屬於私人武裝。

## 历史
在動亂以及軍閥割據时期，地主為了保护自身财产而組建了自己的私人武裝。現代一些毒品贩子為了能繼續販毒，也組建了自己的武裝。一些宗教信徒為避免自己遭到當局迫害，也組建了自己的私人武裝。